# 상당구
상당구(上黨區)는 대한민국 충청북도 청주시 남동부에 있는 구이다.
청주시의 구도심 지역으로, 충청북도청과 청주시청이 상당구에 있다. 구의 명칭은 백제 때 청주시의 옛 이름인 상당현(上黨縣)과 상당산성에서 따왔다. 구청은 남일면 효촌리에 있으며, 지북동과의 경계점이다.

## 역사
- 1989년 7월 1일 청주시 동부출장소를 설치하였다.
- 1990년 8월 1일 청원군 북일면 일부를 편입하여 오근장동을 설치하였다.
- 1995년 1월 1일 일반구제(區制)가 실시되어 동부출장소를 상당구로 승격하였다.
- 2003년 4월 1일 용암·용정·방서동을 용암1동, 용암2동으로 분동하였다.[2]
- 2014년 7월 1일 청주시, 청원군 통합으로 행정구역 변경, 기존 상당구청 청사를 청원구로 이관하고 상당구청을 기존 청원군청 자리로 임시 이전
- 2018년 청주시, 상당구청을 남일면 효촌리로 신축 이전

## 행정 구역

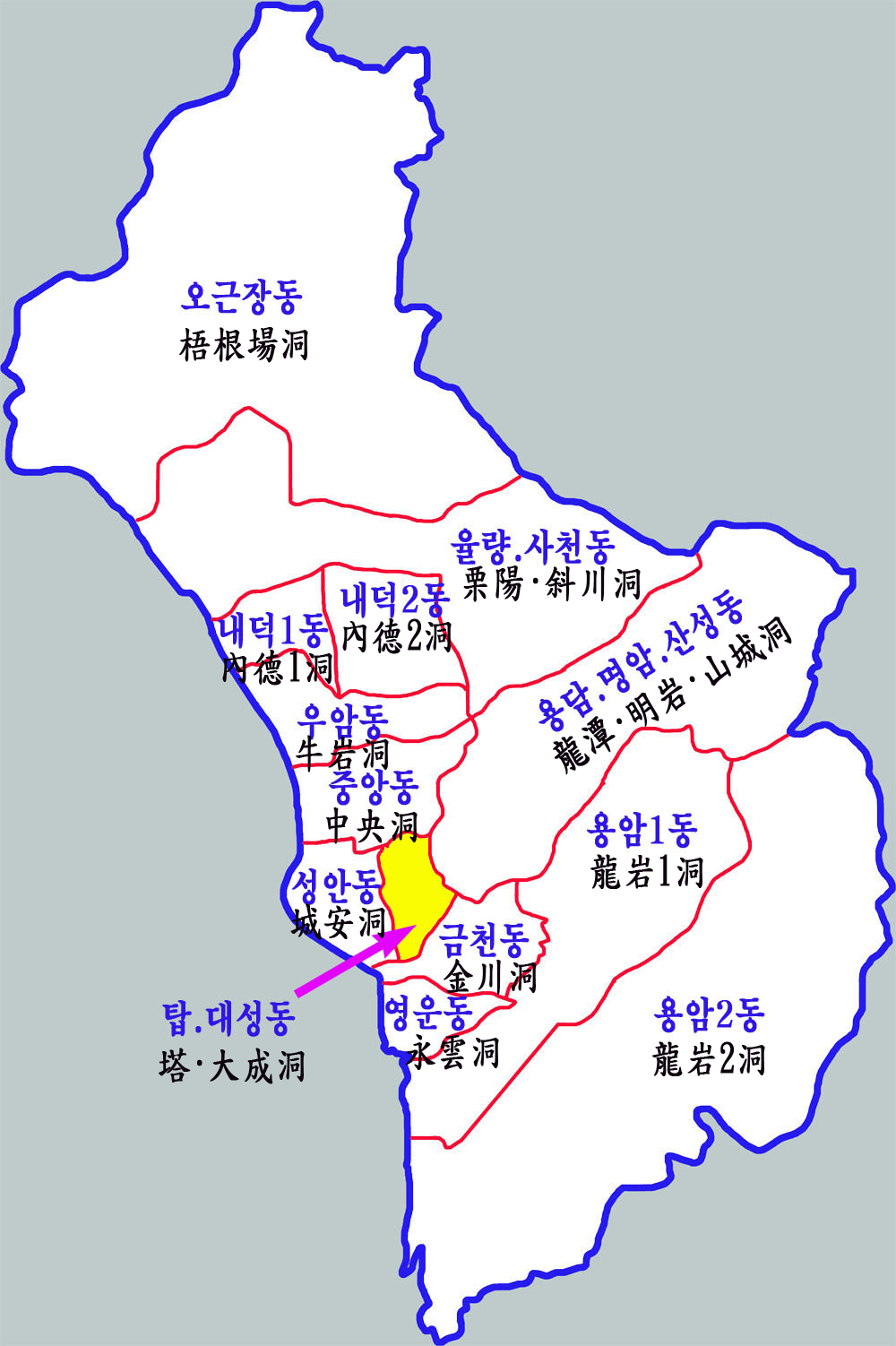
청주·청원 통합 이전의 상당구 행정지도

| 행정동           | 한자             | 면적   | 세대   | 인구    | 행정 구역 |
| ---------------- | ---------------- | ------ | ------ | ------- | --------- |
| 낭성면           | 琅城面           | 59.58  | 1,194  | 2,372   |           |
| 미원면           | 米院面           | 129.64 | 2,796  | 5,373   |           |
| 가덕면           | 加德面           | 49.80  | 2,056  | 4,263   |           |
| 남일면           | 南一面           | 35.18  | 3,184  | 7,605   |           |
| 문의면           | 文義面           | 93.30  | 2,112  | 4,498   |           |
| 중앙동           | 中央洞           | 1.79   | 3,098  | 6,483   |           |
| 성안동           | 城安洞           | 1.16   | 3,499  | 6,341   |           |
| 탑대성동         | 塔大成洞         | 0.79   | 4,806  | 11,060  |           |
| 영운동           | 永雲洞           | 0.80   | 5,102  | 11,832  |           |
| 금천동           | 金川洞           | 1.48   | 12,204 | 33,131  |           |
| 용담·명암·산성동 | 龍潭·明岩·山城洞 | 8.52   | 4,031  | 11,637  |           |
| 용암1동          | 龍岩1洞          | 8.87   | 16,754 | 43,769  |           |
| 용암2동          | 龍岩2洞          | 13.64  | 8,921  | 23,909  |           |
| 상당구           | 上黨區           | 403.76 | 69,767 | 172,273 |           |

## 교육 기관
- 국공립대학교

|  | - 대한민국 공군사관학교 |

- 고등학교

|  | - 금천고등학교 - 대성여자상업고등학교 - 상당고등학교 - 일신여자고등학교 | - 주성고등학교 - 청석고등학교 | - 청주예일미용고등학교 - 충북과학고등학교 | - 충북에너지고등학교 - 충북인터넷고등학교 |

- 중학교

|  | - 금천중학교 - 대성여자중학교 - 용암중학교 - 운동중학교 | - 원봉중학교 - 청운중학교 - (청주똥중학교) - 청주중학교 | - 일신여자중학교 - 미원중학교 - 문의중학교 - 용성중학교 | - 솔밭중학교 |

- 초등학교

|  | - 가덕초등학교 - 교동초등학교 - 금천초등학교 - 남일초등학교 - 낭성초등학교 - 동주초등학교 | - 동화초등학교 - 문의초등학교 - 미원초등학교 - 산성초등학교 - 상당초등학교 - 석교초등학교 | - 신송초등학교 - 용담초등학교 - 용성초등학교 - 용암초등학교 - 운동초등학교 - 원봉초등학교 | - (충북) |

## 문화·관광

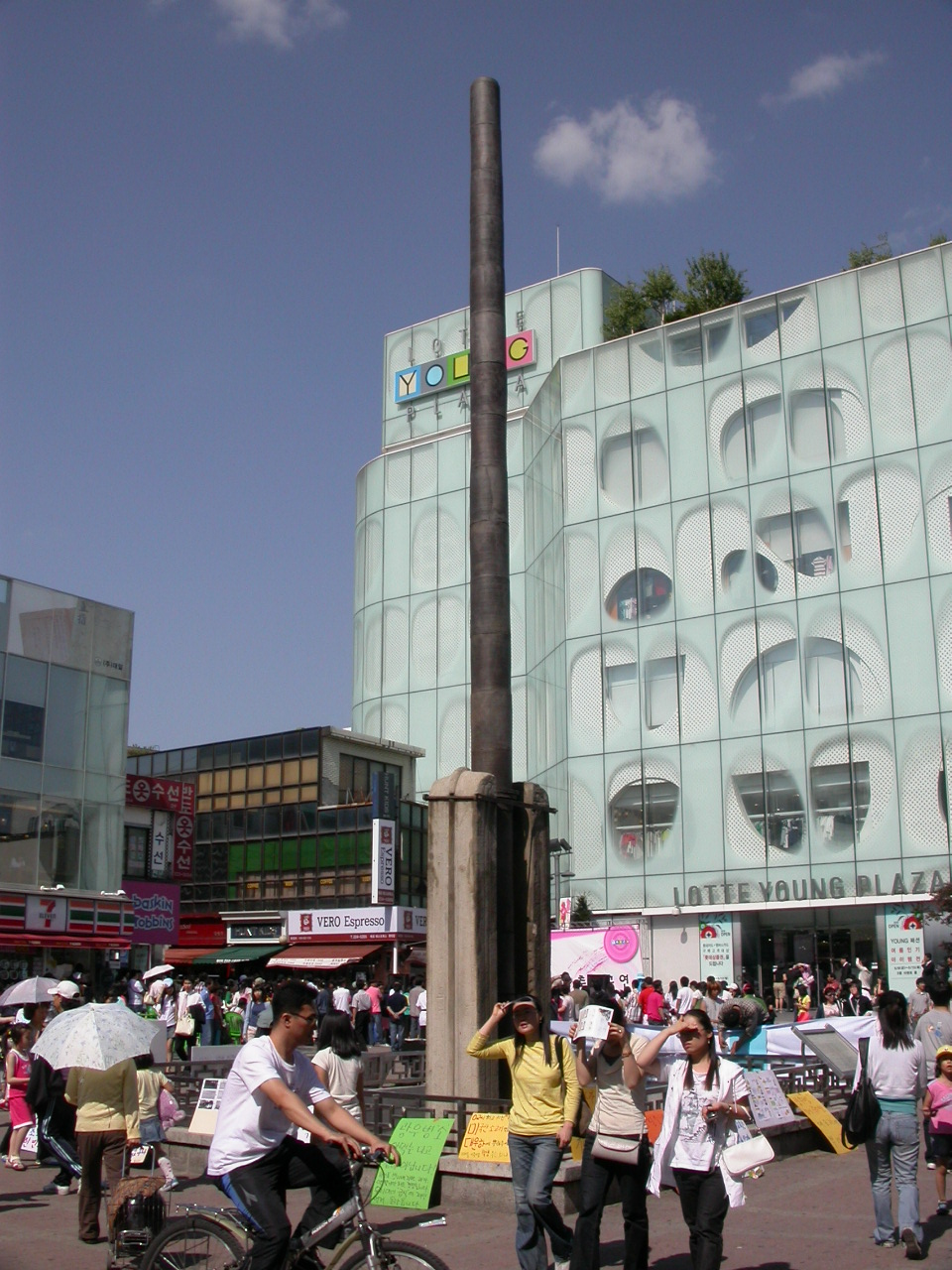
국보 제41호 용두사지 철당간

도심 한복판 성안동에는 고려 광종 13년(962년)에 만들어진 국보 제41호 청주 용두사지 철당간이 있으며, 용담명암산성동에 사적 제212호 상당산성과 국립청주박물관, 청주옹기박물관, 명암유원지, 청주동물원, 명암약수 등이 있다.
- 우암산
- 무심천
- 육거리시장
- 수암골
- 문의문화재단지 : 문의면 문산리에 있다. 대청댐 건설로 수몰된 마을을 기리기 위해 청주시 내 각종 문화재들을 수집 전시하였으며, 옛 전통 마을의 모습을 복원하여 역사 학습, 전통 문화 학습의 장소로 활용할 수 있다.
- 대청호미술관 : 문의문화재단지 내에 있는 청주시립 미술관이다.
- 청남대 : 청남대는 1983년에 전두환 전 대통령의 별장으로 건립하여 2003년에 고(故) 노무현 전 대통령이 일반에 반환할 때까지 20여년 간 대한민국 대통령의 별장으로 사용된 곳이다. 문의면 신대리에 있다.

## 방송국
- 청주불교방송
- 충북방송

## 관공서
- 충청북도청
- 충청북도의회
- 청주시청
- 청주시의회
- 청주운전면허시험장
- 국민연금공단
- 충청북도학생회관